# Gigantik
Gigantik (auch Sigma Gigantik oder Sigma-Gigantic) ist eine Science-Fiction-Comicserie.

## Handlung
Gigantik ist der Name eines erdähnlichen Kleinplaneten, der als Raumschiff mit tausenden von Bewohnern durch die Galaxie reist, um fremde Welten zu erforschen. Hauptfiguren sind der Wissenschaftler Ronald Ranger und seine Freundin Mireia Anderson, die zusammen mit ihren Robotern Piccolo und Goliath mit außerirdischen Lebensformen konfrontiert werden und gefährliche Situationen meistern müssen.

## Editionsgeschichte
Die Serie entstand als Eigenproduktion des deutschen Koralle-Verlags, der die spanischen Künstler Cardona und Mora mit der Serie für das Magazin ZACK und dessen Begleitobjekte und Auslands-Ausgaben von ZACK (superAS, super J, WHAM!) beauftragte. Das Titelbild des ersten Albums wurde von Fernando Fernández gemalt. In Frankreich, Belgien und den Niederlanden erschien die Serie, wie auch die anderen Eigenproduktionen von Koralle (Kai Falke, Tony Stark, Jeremiah uvm.) beim Verlag Fleurus/Novedi, wo sie auch nach dem Rückzug des Koralle-Verlags aus dem Comicbereich fortgeführt wurde. In Deutschland erschienen nach Koralle dann noch einige Bände innerhalb der Reihe Die grossen Science-Fiction-Comics des Ehapa-Verlages.
Eine Gesamtausgabe in drei Bänden startete 2023 im Verlag Kult Comics.

## Comicographie
Es gibt 7 Alben (A), 10 Kurzgeschichten (7–35 Seiten) im Magazinformat (KG) und 6 Kurzgeschichten im Taschenbuchformat (TB). Diese sind in der folgenden Aufstellung chronologisch nach Datum der Erstveröffentlichung sortiert:
| lfd. Nr. | A-, KG-, TB-Nr. | Deutscher Titel                  | französischer Titel                | deutsche Erstveröffentlichung in               | Gesamtausgabe          | französische Veröffentlichungen       | Bemerkungen                                                                                         |
| -------- | --------------- | -------------------------------- | ---------------------------------- | ---------------------------------------------- | ---------------------- | ------------------------------------- | --------------------------------------------------------------------------------------------------- |
| 1        | A 1             | Der Schrecken der Galaxis        | La menace de la Griffe             | ZACK 4–9/1979, 8. Februar – 19. April 1979     | Gesamtausgabe 1 (2023) | super AS 10–17, Album Fleurus 12/1979 | Nachdruck als Album: Sigma Gigantic 1 (Koralle)                                                     |
| 2        | A 2             | Planet der Verdammten            | La planète des damnés              | ZACK 10–15/1979, 3. Mai – 12. Juli 1979        | Gesamtausgabe 1 (2023) | super AS 48–53, Album EDI-3 12/1980   | |
| 3        | TB 1            | Gefahr lauert auf Pluvia         | Chouette en danger!                | ZP 34, Juni 1979                               | Gesamtausgabe 1 (2023) | super AS 26–27                        | für die Veröffentlichung in superAS auf Magazin-Format ummontiert, beschnittene und ergänzte Panels |
| 4        | A 3             | Titanen des Weltraums            | Les titans de l’espace             | ZACK 18–22/1979, 23. August – 21. Oktober 1979 | Gesamtausgabe 1 (2023) | Novedi 05/1981                        | |
| 5        | TB 2            | Die grünen Ebenen Arcadias       |                                    | ZP 36, 8. November 1979                        | Gesamtausgabe 1 (2023) |                                       | |
| 6        | KG 01           | Verloren im All                  |                                    | ZACK 3–5/1980, 24. Januar – 21. Februar 1980   |                        |                                       | 35 Seiten                                                                                           |
| 7        | TB 3            | Reise ohne Ende                  |                                    | ZP 37, 6. März 1980                            |                        |                                       | |
| 8        | KG 02           | Alpha – Das trügerische Paradies | Alpha–paradis                      | ZACK 12/1980, 13. März 1980                    |                        | super AS 57                           | 8 Seiten                                                                                            |
| 9        | KG 03           | Die vierte Dimension             | Une histoire en deux temps         | ZACK 1980: 13–14 , 20.–27. März 1980           |                        | super AS 58–59                        | 16 Seiten                                                                                           |
| 10       | KG 04           | Die fliegenden Monster von Gamma | Les monstres de Gamma              | ZACK 16/1980, 10. April 1980                   |                        | super AS 61                           | 8 Seiten                                                                                            |
| 11       | KG 05           | Tödliches Ufo                    | Mayday! Menace non identifiée!     | ZACK 24/1980, 5. Juni 1980                     |                        | super AS 69                           | 7 Seiten                                                                                            |
| 12       | KG 06           | Das Tal des Todes                | Des amis dans la vallée de la mort | ZACK 28/1980, 3. Juli 1980                     |                        | super AS 73                           | 8 Seiten                                                                                            |
| 13       | KG 07           | Das Ypsilon-Rätsel               | Le crime d’Athelstan Bigelow       | ZACK 31/1980, 24. Juli 1980                    |                        | super AS 76                           | 8 Seiten                                                                                            |
| 14       | KG 08           | (Der Höllenplanet)               | La planète Enfer                   | (ZACK 33/80)                                   |                        | super AS 78, 5. August 1980           | 8 Seiten, die dt. VÖ erfolgte aufgrund Einstellung von ZACK nicht mehr                              |
| 15       | TB 4            | Das Lilliput-System              |                                    | ZP 39, 7. August 1980                          |                        |                                       | |
| 16       | KG 09           |                                  | Les portes de l’au–delà            | (ZACK 36/80)                                   |                        | super AS 81, 26. August 1980          | 8 Seiten, die dt. VÖ erfolgte aufgrund Einstellung von ZACK nicht mehr                              |
| 17       | KG 10           |                                  | La terreur de Zarkhan              | (ZACK 37/80)                                   |                        | super AS 82, 2. September 1980        | 8 Seiten, die dt. VÖ erfolgte aufgrund Einstellung von ZACK nicht mehr                              |
| 18       | TB 5            | Die Schlangengalaxis             |                                    | ZP 40, 1980                                    |                        |                                       | |
| 19       | TB 6            | Die Dämonen der Tiefe            |                                    | ZP 42, April 1981                              |                        |                                       | |
| 20       | A 4             | Der schlafende Planet            | La planète endormie                | Album: DgSFC 3 (Ehapa)                         |                        | Hachette 10/1981                      | als „Gigantik“                                                                                      |
| 21       | A 5             | Herr der Schwerkraft             | Le maître d’un monde               | Album: DgSFC 6 (Ehapa)                         |                        | Hachette 05/1982                      | als „Gigantik“                                                                                      |
| 22       | A 6             | Der Retter des Lichts            | Les seigneurs de la lumière        | Album: DgSFC 8 (Ehapa)                         |                        | Novedi 09/1983                        | als „Gigantik“                                                                                      |
| 23       | A 7             | Mr. Smith – Beruf: Gott          | Monsieur Smith profession: Dieu    | Album: DgSFC 14 (Ehapa)                        |                        | Novedi 09/1984                        | als „Gigantik“                                                                                      |

(VÖ = Veröffentlichung, ZP = ZACK-Parade, DgSFC = Die großen Science-Fiction-Comics)